# Werner March

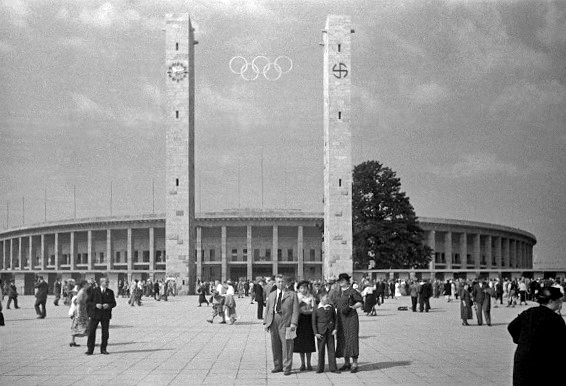
Olympiastadion i Berlin 1936.

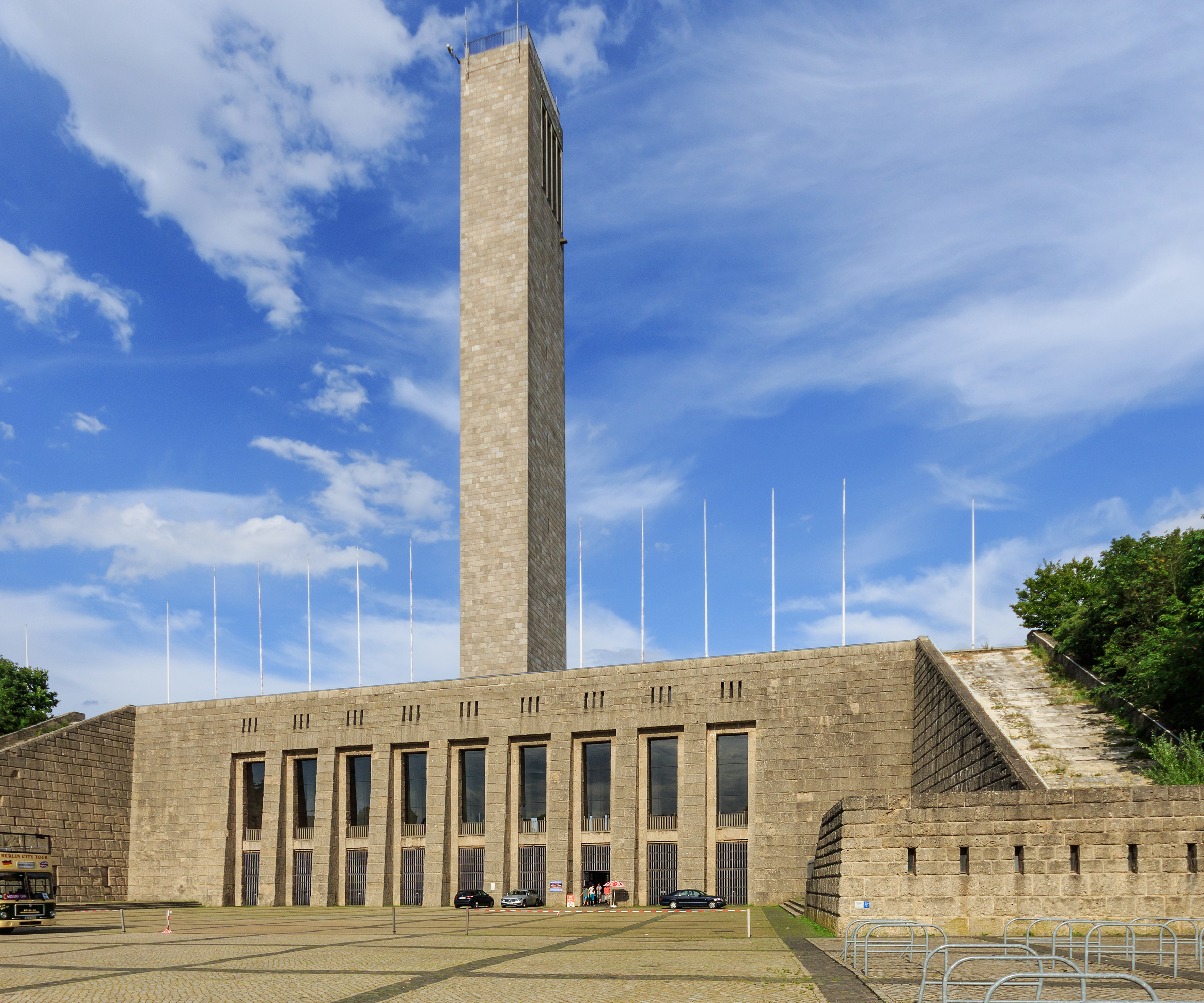
Glockenturm.

Werner Julius March, född 17 januari 1894 i Charlottenburg, död 11 januari 1976 i Berlin, var en tysk arkitekt, son till Otto March. Han var arkitekten som ritade Olympiastadion i Berlin inför sommar-OS 1936.
Marsch var även med vid reparationsarbetena efter Andra världskriget då bland annat klocktornet (Glockenturm) byggdes upp igen.

## Verk
- 1926 - 1936 Deutsches Sportforum
- 1933 Carinhall, Hermann Görings bostad
- 1934 - 1936 Berlins Olympiastadion med Glockenturm och Langemarckhalle, den olympiska byn
- 1934 - 1936 Waldbühne i Westend, Berlin
- 1938 - 1939 Vattenverkets förvaltningsbyggnad i Potsdam